# Šamil
Šamil (Gimri, 1798. - Medina, 1871.), vođa narodnog ustanka u Dagestanu protiv Rusije, koji je trajao od 1834. do 1859. Slomom Dagestanskog Imamata 1859. Šamila zarobljavaju ruske postrojbe te interniraju najprije u Sankt Peterburg pa u Kalugu. Umro je tijekom hadža.